# Xanthozona scutellaris
Xanthozona scutellaris är en tvåvingeart som först beskrevs av Robineau-desvoidy 1830.  Xanthozona scutellaris ingår i släktet Xanthozona och familjen parasitflugor. Inga underarter finns listade i Catalogue of Life.